# Louis Blanc (architetto)
Louis Pierre Blanc (Ginevra, 31 dicembre 1860 – Bucarest, 26 aprile 1903) è stato un architetto svizzero naturalizzato romeno.
Fu autore di progetti per edifici pubblici monumentali in Romania, rappresentativi dell'architettura urbana della fine del XIX secolo e dell'inizio del XX secolo.

## Opere principali
- Istituto batteriologico Victor Babeș[1], Bucarest
- Casa Ion Lahovary[2], 1889, Bucarest
- Casa Nicolae Filipescu, 1888, Bucarest[3]
- Palazzo del Ministero dell'agricoltura e dello sviluppo rurale, 1895, Bucarest
- Università Alexandru Ioan Cuza, 1893–1897, Iași
- Casa Take Ionescu [4], Bucarest
- Palazzo H. Spayer, 1900, Bucarest
- Palazzo della Facoltà di Medicina, 1895 - 1902, Bucarest